# Puck’s Castle
Puck's Castle (irisch Caisleán an Phúca) ist eine Burgruine im Vorort Shankill der irischen Hauptstadt Dublin im County Dún Laoghaire-Rathdown.
Das Tower House wurde Ende des 16. Jahrhunderts erbaut. Sie diente als Rückzugsort für den englischen König Jakob II., als seine Armee von der Schlacht am Boyne floh. Eine Erklärung für den Namen des Gebäudes ist die Legende, dass darin ein Geist oder „Púca“ gewohnt haben soll.
Im Juni 1867 verschwand die Tochter eines dort wohnhaften Engländers in der Nähe der Burg. Jane Eleanor Sherrard, Tochter von Henry und Margaret Sherrard, verließ das Haus, um Blumen für das Abendessen zu pflücken. Als sie an diesem Abend nicht nach Hause zurückkehrte, verständigte man die Polizei, die eine Suche im großen Umkreis durchführte. Zuletzt hatte der örtliche Briefträger Jane gesehen, wie sie Blumen am Fuß der nördlichen Mauer von Puck's Castle pflückte. Bis heute sind die Umstände ihres Verschwindens ungeklärt.